# 2p LA ± xy = (NOI)
2p LA ± xy = (NOI), più conosciuto come Noi, è il settimo album in studio della cantante Jo Squillo.

## Il disco
L'album, principalmente caratterizzato da brani dance, è stato pubblicato in seguito alla partecipazione di Jo Squillo alla seconda edizione del Festival italiano con il brano Potresti essere tu.
Dall'album non è stato estratto un singolo ufficiale, me è stato promosso coi brani Mille storie e Andiamo su, pubblicato come singolo promozionale.

## Tracce
1. Mille storie – 4:02
2. Ode al reggiseno – 4:11
3. Uomo virtuale – 4:21
4. Potresti essere tu – 3:50
5. Depressione incasinata – 3:38
6. Andiamo su – 4:10
7. Fotografie nella mia mente – 4:17
8. Nuvole – 4:11
9. Non so perché – 3:24
10. Dov'è il mondo – 4:00

Durata totale: 40:04